# Francesca Benolli
Francesca Benolli, née le 26 août 1989 à Trieste, est une gymnaste artistique italienne.

## Palmarès

### Championnats d'Europe
- Debrecen 2005
  -  médaille d'or au saut de cheval
- Clermont-Ferrand 2008
  -  médaille de bronze au saut de cheval